# Come far carriera senza lavorare
Come far carriera senza lavorare (How to Succeed in Business Without Really Trying) è un film del 1967 diretto da David Swift.
Il soggetto è tratto dal musical omonimo di Frank Loesser, a sua volta adattamento di un libro di Shepherd Mead pubblicato nel 1952.

## Trama
Un pulitore di vetri, tramite il suo ingegno e gli spregiudicati consigli di un manuale di auto-accrescimento su come fare velocemente carriera, arriva alla vetta di una importante società di New York.